# Финикс (космически апарат)
Вижте пояснителната страница за други значения на Финикс.
Финикс (на английски: Phoenix) е роботизиран космически апарат, изпратен на научна мисия до планетата Марс, част от програмата Марс скаут. Учените, провеждащи мисията, ще използват инструментите на приземяемия апарат Финикс, за да търсят околна среда, подходяща за микробиален живот на Марс и да изследват историята на водата на „Червената планета“. Мисията е ръководена от Луната и планетна лаборатория към Аризонския университет под опеката на Лабораторията за реактивно задвижване на НАСА. Програмата е сътрудничество на университети от САЩ, Канада, Швейцария, Дания, Германия и Великобритания, както и на НАСА, ККА, ФМИ, Космически системи Локхийд Мартин и други авио-космически компании.
Финикс беше изстрелян на 4 август 2007 година и се приземи в 23:38 реално UTC на 25 май 2008 година на богатите на вода северните полярни региони на Марс Ваститас Бореолис с координати 68.2°N 234.3°W. Сега той ще използва роботизираната си ръка, за да копае в арктическия грунд. Потвърждение за успешното кацане на Финикс беше получено в 23:53:44 UTC. Финикс е шестият успешно приземен апарат на Марс и първият, който използва пулсови двигатели за кацане от Викинг 1 и 2 насам.

## История
Оригиналният план на НАСА да изследва полярните региони на Марс датира от 1990-те. Първата мисия, предназначена за целта, е Марс полър лендър. Апаратът е изстрелян на 3 януари 1999 година. Той достигна „червената планета“ на 3 декември същата година, но след процедурата по навлизане в атмосферата и кацане, никога не беше получен сигнал от него. По-късното разследване откри фатални грешки, касаещи се до мерните единици, в които били програмирани компонентите – в проекта участваха и европейски страни, които използват метричната система, за разлика от НАСА.
На следващата година поради рискове от допускане на същата грешка, технически и финансови проблеми беше отменена и мисията Марс сървейър 2001 лендър. С появата на програмата Марс скаут, целяща изстрелването на малки и евтини мисии до Марс (под 400 милиона долара) се откри възможност за възраждане на тези две мисии, обединена в една. Финикс използва технология и резервни части от Марс полър лендър, както и технология и вече готовите компоненти от Марс сървейър 2001 лендър. През август 2003 г. НАСА награди Аризонския университет с проекта за мисията, като му предостави Марс сървейър 2001 лендър и някои инструменти от Марс полър лендър.

## Мисия
Противно на твърденията в пресата, мисията на Финикс не е да търси живот на Марс. Космическият апарат има две основни цели – да изследва геоложката история на водата, ключ към разбирането на климата на планетата, и да търси условия, подходящи за живот. Очаква се основната мисия на Финикс да продължи 90 марсиански дена (92 земни дена). Учените се надяват апаратът да доживее марсианската зима, по време на която в региона пада около един метър сняг – замръзнал въглероден диоксид. Все пак шансовете на сондата за оцеляване са малки, тъй като най-вероятно ще замръзне, а слънчевите ѝ панели, които генерират електричество, ще бъдат покрити със сняг. Дори апаратът да оцелее през зимата, след нея той няма да има нужната енергия за поддържане на научна дейност.
Финикс не е мобилен апарат поради следните причини:
1. намаляване на разходите чрез използване на апаратура от предишни статични мисии;
2. зоната на кацане е равнинна и монотонна, така че подвижността е малко предимство;
3. екипировката, нужна за придвижване на Финикс се заменя с по-ценни и по-добри научни инструменти.

## Изстрелване
Финикс е изстрелян на 4 август 2007 година в 09:26:34 UTC на борда на ракета Delta 7925 от стартова площадка 17-А на ВВС базата Кейп Каневерал. Изстрелването протича нормално без особени аномалии. Финикс е инжектиран в междупланетна траектория с такава точност, че по време на първата маневра за коригиране на курса, извършена на 10 август 2007 година в 11:30 UTC, скоростта е променена само с 18 m/s. През 2007 година периодът за изстрелване към Марс е от 3 август до 24 август. Мисията Даун е оригинално планирана за изстрелване на 7 юли, което би довело до закъснение с приготовленията за изстрелване на Финикс и за това на Даун е даден по-нисък приоритет – мисията е изстреляна след Финикс, вместо преди него. Ракетата Delta 7925 е избрана заради успешната ѝ оперативна история, в която влизат и няколко предишни полети до Марс.

## Приземяване
На 25 май 2008 е извършена подготовка на апаратите в орбита около Марс за посрещане, подпомагане и наблюдаване на Финикс. Благодарение на тази подготовка е възможно наблюдаване на апарата до една минута след приземяване. Получената информация може да помогне на инженерите да създадат по-добри приземяеми апарати за в бъдеще. Предварително планираната зона за кацане представлява елипса 100 × 20 km, покривайки терен, неформално наричан „Зелената долина“, който е известен с това, че на него има най-много воден лед отвъд полюсите.
Финикс навлезе в атмосферата на Марс с почти 21 km/h. За седем минути скоростта е понижена до 8 km/h малко преди момента на кацане. Потвърждението за навлизане в атмосферата пристига в 23:46 UTC. Радиосигналите, получени в 23:53:44 UTC потвърждават, че Финикс е оцелял след трудното спускане, завършвайки 650 милиона километрово пътуване.
Отварянето на парашута става 7 секунди след очакването, което довежда до приземяване на 25 – 28 km на изток от периферията на предвидената елипса. Към 26 май 2008 г. причината за това закъснение все още не е ясна. Точната позиция на апарата все още е само 99% сигурна с точност от ±10 km. По настоящи данни координатите на Финикс са 68.25°N, 234.3°E.
Приземяването беше осъществено на гладка повърхност. Финикс отчита 0,3° наклон. Точно преди кацане двигателите на апарата са извършили маневра за ориентиране в позиция, която позволява оптимално използване на слънчевите панели. Първите снимки от Финикс стават достъпни на 26 май 2008 в 02:00 UTC. Снимките показват терен, осеян с камъчета и пукнатини с дължина около 5 метра и височина около 10 cm. Както е очаквано, в зоната за кацане не се наблюдават големи камъни или хълмове. Пукнатините се наблюдават и от орбита. Те са подобни на тези във вечно замръзналите региони на Земята.
- Финикс, сниман с камерата с висока разделителна способност на Марс риконисънс орбитър от космоса.
- Повърхността под Финикс, снимана няколко минути след кацане и след разсейване на вдигнатия от спирачните двигатели прах.
- Една от първите снимки на Финикс от повърхността.
- Пукнатини в марсианската повърхност край Финикс.

## Научни инструменти
Финик има подобрени от Ариознския университет варианти на панорамната камера и инструмента за анализ на летливи вещества, наследени от Марс полър лендър, както и инструменти, построени за Марс сървейър 2001 лендър, включително и ръка-робот за копаене на ями, комплект химически лаборатории, оптически и атомни силови микроскопи, предоставени от JPL. В комплекта научни инструменти са включени и камера за правене на снимки по време на приземяване, както и метеорологически инструменти.

### Ръка-робот и камера
Ръката-робот е проектирана да достига на 2,35 метра разстояние от основата на космическия апарат и има възможността да копае на половин метър дълбочина в марсианската почва. Тя е преназначена да набавя проби от почва, прах и воден лед за другите инструменти на апарата. Ръката е проектирана и построена от Alliance Spacesystems за Jet Propulsion Laboratory (Лаборатория за реактивно задвижване).
Към ръката-робот е прикрепена RAC – Robotic Arm Camera (Камера за ръката-робот). Тя е поставена точно над лопатката на ръката и може да прави цветни снимки околността и да следи за работата на ръката, събраните от нея проби и направения изкоп. Камерата е построена от Аризонския университет и от Института за изследване на Слънчевата система „Макс Планк“ – Германия.

### SSI
SSI (Surface Stereo Imager) е стерео камера за снимане на повърхността на Марс. Тя е описвана като „подобрен вариант с висока разделителна способност на стерео камерите на Марс Патфайндър и Марс полър лендър“. Очаква се камерата да направи много снимки на марсианските арктически региони. Освен това тя е предназначена и да измерва смущенията в атмосферата на Марс, породени от прах, въздух и други, използвайки слънцето за отправна точка. Камерата е построена от Аризонския университет и от Института за изследване на Слънчевата система „Макс Планк“ – Германия.

## Финикс DVD
Към корпуса на Финикс е прикрепен дискът „Финикс DVD“, компилиран от Планетното общество. Дискът съдържа Вижданията за Марс – мултимедийна колекция от литература и изкуство относно Марс. В колекцията попадат „Война на световете“ на Хърбърт Уелс, „Марсиански хроники“ на Рей Бредбъри, „Зеленият Марс“ на Ким Робинсън и други. На диска има и директни послания към бъдещите изследователи на „Червената планета“ от Карл Сейгън и Артър Кларк. През 2006 година Планетното общество събра четвърт милион имена, включени на диска, на който е написано, че е „първата библиотека на Марс“.
Финикс DVD е изработен от специално силициево стъкло, предназначено да издържи суровите условия на Марс в продължение на стотици, ако не хиляди, години в очакване на първите изследователи.

## Инженерни данни
Финикс е построен от Локхийд Мартин. Повечето му части са първоначално построени за анулирания Марс сървейър 2001 лендър. След построяването им, те са съхранявани в „чиста стая“ в продължение на няколко години, до одобряването на мисията Финикс по програмата Скаут.
Въпреки че много части идват от предишни мисии, списъкът на новите компоненти също е голям:
1. IBM RAD6000 компютърна система за управление на апарата и манипулиране на данните.
2. Електрическа система, включваща батериите и слънчевите панели.
3. Цифрова комуникационна система, която може директно да комуникира със Земята, както и с Марс Одисей и Марс риконисънс орбитър. И трите за първи път използват турбо-кодове за коригиране на грешките. Апаратите използват мрежовия протокол Proximity-1.
4. Сложна навигационна и насочваща система.
5. Система за задвижване, състояща се от 6 хидразинови двигателя за меко кацане.
6. Шасито на апарата.
7. Механични системи за подвижните компоненти на апарата.
8. Сложна термална система за предпазване на апарата от измръзване.

## Резултати
На 20 юни 2008 г. Финикс, който успешно кацна в полярните региони на Червената планета потвърди, че почвата е богата на вода под формата на лед. Също така роботизираната ръка, копаейки на различно място, достигна твърда повърхност. Възможно е тя да е достигнала нов леден слой. След като изкопа първата „дупка“ на Марс апарата засне в нея, твърдо бяло вещество, което след 4 Сола (марсиански дни) се е „изпарило“ леко. Според учените това е 100 % доказателство че това е лед.
На 27 юни 2008 г. „Феникс“ извърши първите си анализи на почвата в камерите на инструмента MECA. Учените наричат този експеримент „мокра химия“, защото на практика разбъркаха почвата с вода, специално доставена от Земята, и използваха сензори, за да анализират мътилката. Анализите изумиха учените в това, че почвата в арктическия регион на Марс е точно като почвата в сухите долини на Антарктида, със същото pH, със соли, достатъчни за поддържането на живот. Това е първият подобен експеримент, който се прави на повърхността на друга планета.
Сам Куванес, химически анализатор на инструмента MECA, каза: „Почвата се оказа близък аналог на почвите, които се срещат в горните сухи долини на Антарктида. Алкалността на това място е поразителна. На това специфично място, в рамките на един инч от повърхността на горния слой, почвата е изключително основна, с pH между 8 и 9. Ние също открихме богатство от компоненти на соли, които още не сме идентифицирали, но там има магнезий, натрий, калий, хлор (т.e. техни йони). Това е още по-силно доказателство за вода, защото солите са там. Ние също така открихме хранителни вещества, химикали, които са необходими за живота във формата, в който познаваме.“
Прякото измерване на pH на почвата показа, че концентрацията на солите е относително ниска. На практика на Марс биха могли да се отглеждат растения като ряпа, фасул, аспержи, въпреки че температурите и налягането на Марс са твърде ниски, за да поддържат живот.